# Lycée Paul Roos Gymnasium
Le Lycée Paul Roos Gymnasium est un lycée public bilingue (afrikaans et anglais) pour garçons de la ville de Stellenbosch , dans la province du
Cap-Occidental en Afrique du Sud , qui a ouvert ses portes le 1er mars 1866 sous le nom de Stellenbosch Gymnasium . C'est la 12e plus ancienne école du pays

## Historique
En 1910, l'école qui s'appelle Stellenbosch Boys' High School est transférée en 1946 dans de nouveaux bâtiments situés à Krigeville , elle prend alors le nom de Paul Roos Gymnasium en l'honneur de Paul Roos, ancien joueur et capitaine de la première équipe de Springbok. Il était lui-même enseignant dans cette école. En 1910, Paul Roos devient le recteur du lycée de garçons de Stellenbosch. Il occupa ce poste jusqu'en 1940. En 1941, l'école prend le nom de Paul Roos Gymnase. En mai 1948, candidat du parti national, Paul Roos fut élu au parlement. De santé déclinante, il ne siègea que quatre mois avant de mourir le 22 septembre 1948.
La caractéristique de l'école se doit aux gees (afrikaans pour l'esprit ) et à leur célèbre chanson  Old boys of Paul Roos qui a été la mélodie de Flower of Scotland eu égard aux trois premiers recteurs écossais
Le lycée Paul Roos Gymnasium a formé le plus grand nombre de joueurs de rugby Springbok que toute autre école. C'est dans cette école que le plus grand nombre de joueurs de la Coupe du monde de rugby 2019 ont été formés: Schalk Brits, Willie le Roux, Steven Kitshoff, Herschel Jantjies, Damian Willemse et Braam Steyn.

## Projet, événement, infrastructure
Bien que le lycée Paul Roos Gymnasium soit une école pour garçons de la 8e à la 12e année, le programme comprend certaines matières présentées en collaboration avec les deux autres écoles, Lycée Bloemhof High School et Rhenish. L'école a une double vocation les élèves anglophones et afrikaans étudient en effet sous un même toit, mais les classes sont séparées compte tenu des langues parlées.
L'école partage des installations sportives et les réseaux Internet avec l'Université de Stellenbosch. Les installations scolaires se composent de la bibliothèque et des laboratoires informatiques et des équipements sportifs dont les terrains de hockey, des terrains de rugby de Markötter, une piscine, un centre aquatique olympique de waterpolo, des courts de tennis et un gymnase.
Les principales installations résidentielles sont les deux foyers scolaires (dortoirs) appelés Prima et Prima Nova. Ils accueillent  245 pensionnaires, principalement d'Afrique du Sud et de Namibie.

## Sport

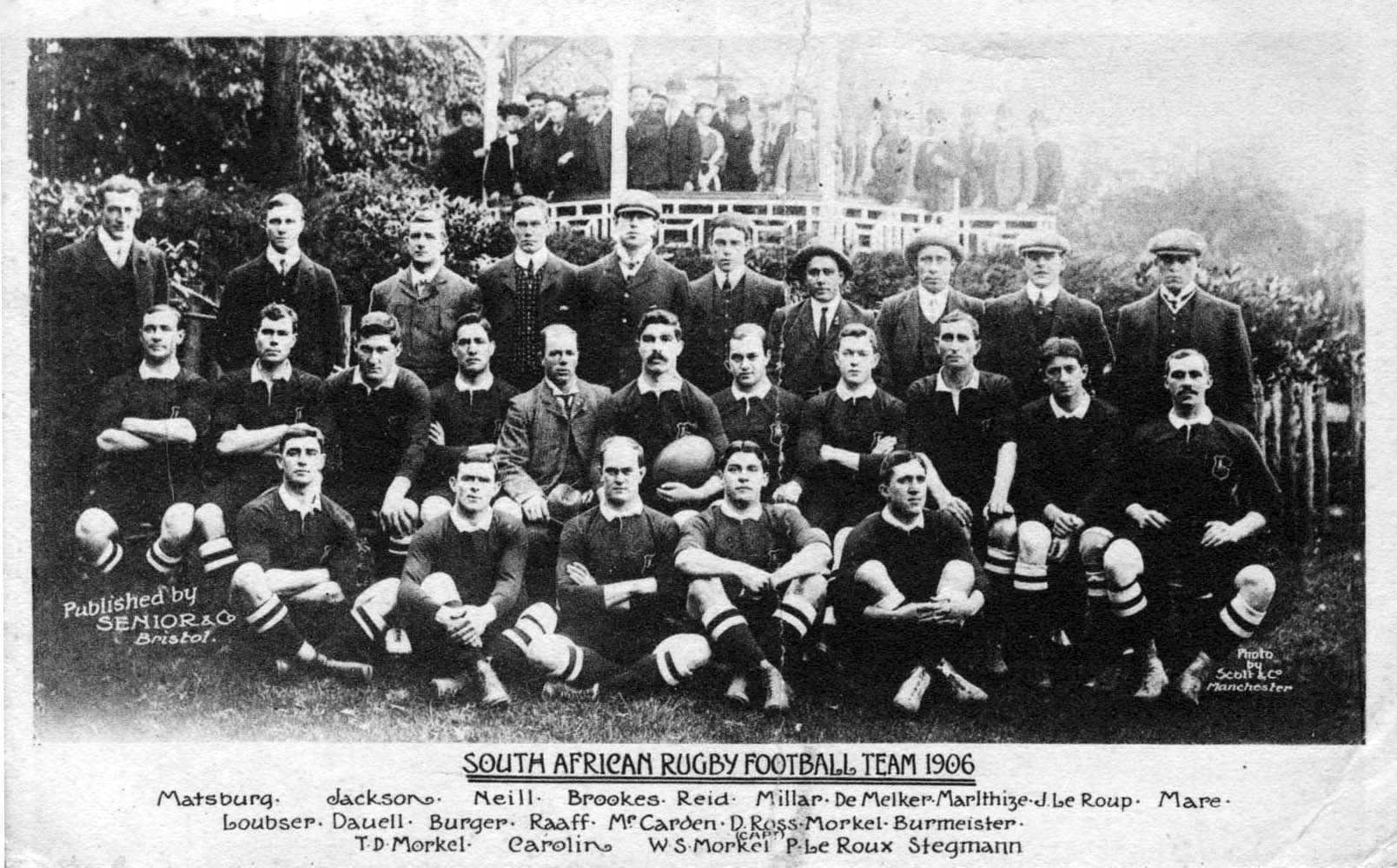
Paul Roos, capitaine et l'équipe sud-africaine de rugby, en 1906

Le Lycée Paul Roos Gymnasium développe principalement les sports suivants :
- Rugby
- Tir à l'arc
- Athlétisme
- Tennis
- Water polo
- Cricket
- Cross-country
- Natation
- Hockey
- VTT cross-country
- Football

## Parmi les étudiants renommés
De nombreux Springboks, surnom des joueurs de rugby à quinze portant le maillot de l'Afrique du Sud  (Liste des sélectionnés en équipe d'Afrique du Sud de rugby à XV) sont issus de cette école. Parmi ceux-ci, Arthur de Kock, Japie Louw (en), Jim McKendrick, Bob Shand, Paul de Waal, Japie Krige, Bob Loubser, Paul Roos, Jean de Villiers (rugby à XV), Frederick Luyt, Dick Luyt, Koot Reynecke, Tom van Vuuren, Nic du Plessis, Théuns Kruger.

## Anciens élèves célèbres

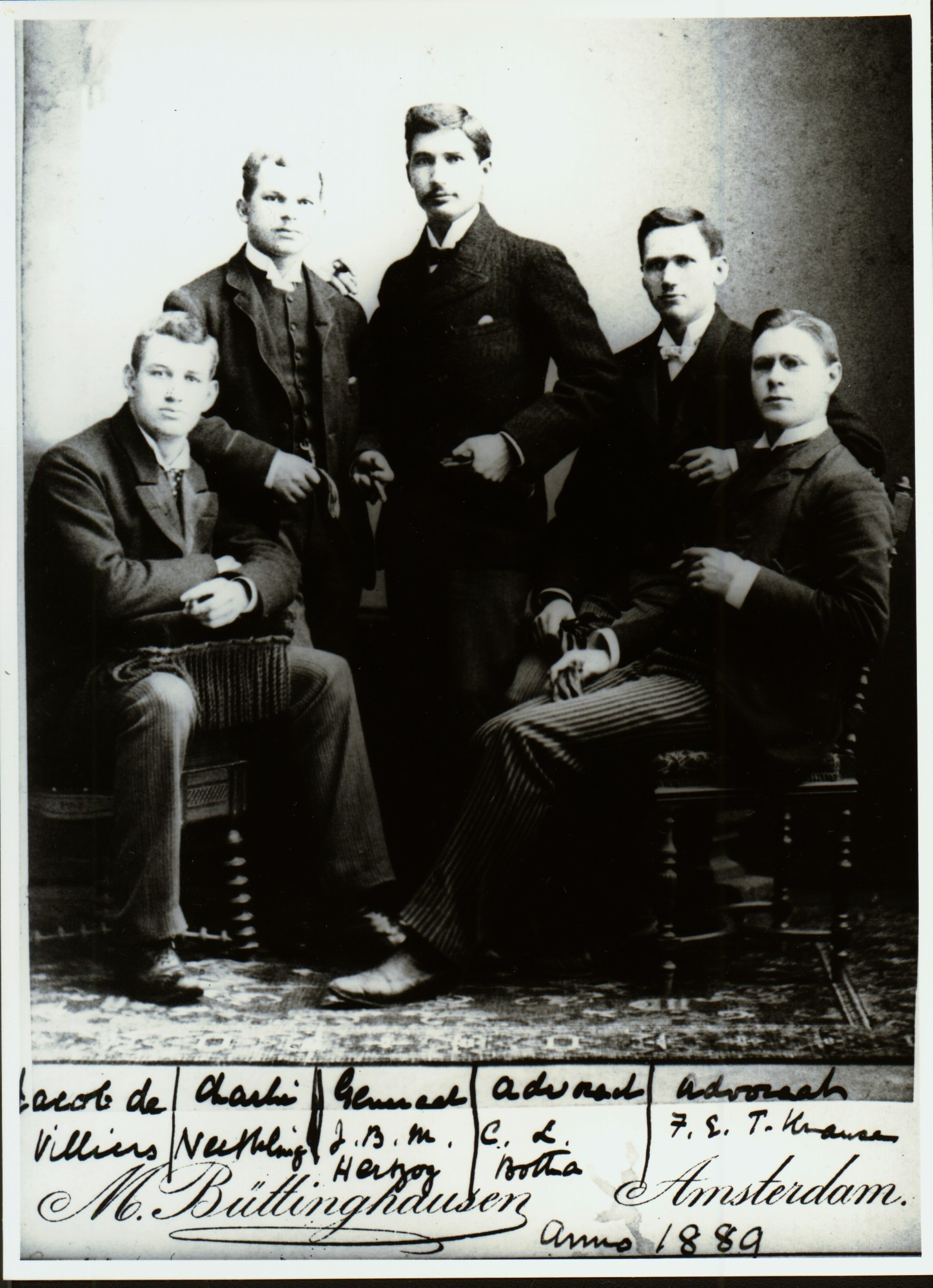
JBM Hertzog en 1889 à Amsterdam en compagnie d'étudiants sud-africains Jacob de Villiers, et FET Krause

- James B. Hertzog, Premier ministre d'Afrique du Sud.
- Daniel François Malan, Premier ministre d'Afrique du Sud.
- Jan Smuts, Premier ministre d'Afrique du Sud et maréchal britannique pendant la Seconde Guerre mondiale.
- Etienne van Heerden, écrivain sud-africain.

## Réalisations remarquables
Le lycée Paul Roos Gymnasium  a été classé comme une école de prestige, pour être une des écoles les plus performantes. En 2018, l'université de Stellenbosch, issue de cette école, a célébré son centenaire. Au cours des 100 premières années de son existence, 26 anciens éléves ont reçu des doctorats honorifiques de cette université, plus que toute autre école. De plus, depuis la création de la médaille du chancelier en 1961, treize anciens élèves ont reçu cette distinction de meilleur étudiant de dernière année de l'université de Stellenbosch.

## Bourse Rhodes
La bourse Rhodes a été instituée en 1903. Le lycée Paul Roos Gymnasium  est l'une des quatre écoles d'Afrique du Sud habilitées à attribuer chaque année une bourse Rhodes à un ancien élève pour aller étudier à l' Université d'Oxford . 